# Piotr Daniluk
Piotr Daniluk, né le 15 janvier 1982, est un tireur polonais au pistolet.

## Jeux européens
- Jeux de 2015 à Bakou, en Azerbaïdjan
  - 7e au Pistolet à 10 m air comprimé
  - 19e au Pistolet à 25 m tir rapide

### Championnats du monde de tir
- 2010 à Munich, en Allemagne
  - 11e

### Championnats d'Europe de tir
- en junior, en 1999
  -  Médaille de bronze en individuel (pistolet rapide 2*30)
  -  Médaille d'argent en équipes (pistolet 30+30)
  -  Médaille de bronze en équipes (pistolet rapide 2*30)

### Championnats de Pologne
- tir rapide 2 x 30 : Champion national en 2005, 2007, 2010, 2011, 2012, et 2015